# Save Ferris
Save Ferris ist eine amerikanische Ska-Punk-Band, die von 1995 bis 2002 existierte und nach einer längeren Pause seit 2013 wieder aktiv ist. Der Name der Band entstammt dem Film Ferris macht blau.

## Geschichte
Sängerin der Band ist seit Beginn der Bandgeschichte Monique Powell. Nach einer ersten EP wurde die Band von Epic Records unter Vertrag genommen. Dort erschien 1997 das Album It Means Everything, das Platz 75 in den Billboard 200 erreichte. Save Ferris wurden als Kopie der zuvor erfolgreichen Band No Doubt angesehen.
Im darauffolgenden Jahr hatte die Gruppe einen Auftritt in dem Film 10 Dinge, die ich an Dir hasse. Im Herbst 1999, Schlagzeuger Evan Kilbourne war mittlerweile von der Death-Metal-Band Mindrot zu Save Ferris gewechselt, veröffentlichte Epic das Album Modified, das sich wiederum in den Charts platzierte, mit Rang 136 allerdings weniger erfolgreich war als der Vorgänger.
2002 löste sich die Gruppe auf. Powell tourte im Anschluss allerdings unter eigenem Namen und mit zwei Save-Ferris-Mitgliedern und spielte dabei Material der Band.

### 2013–heute: Wiederbelebung
Im Frühjahr 2013 formierte Powell die Band (mit neuen Musikern) neu und gastierte im Pacific Amphitheatre in Costa Mesa, Kalifornien vor ausverkauftem Haus mit über 7 000 Fans, gefolgt von einem weiteren ausverkauften Konzert im El Rey Theatre in Los Angeles.
Das Konzert in Costa Mesa führte dazu, dass ehemalige Mitglieder von Save Ferris gegen Powell eine Klage wegen der Nutzung des Bandnamens einreichten, da sie behaupteten, sie seien nicht kontaktiert oder eingeladen worden, am Auftritt teilzunehmen. Powell erwiderte dies 2015 mit einer Gegenklage und erstritt letztlich die Rechte am Bandnamen, dem Branding und den sozialen Medien.
Sie erhielt außerdem Schreibrechte für mehrere Songs, an denen sie zuvor nicht genannt worden war. Im Oktober 2015 veröffentlichte die offizielle Website eine Mitteilung, dass die Rechtsstreitigkeiten einvernehmlich beigelegt wurden; diese Mitteilung wurde später entfernt.

## Diskografie
- 1996: Introducing... Save Ferris (EP, Starpool Records)
- 1997: It Means Everything (Album, Epic Records)
- 1999: Modified (Album, Epic Records)
- 2017: Checkered Past (EP, Withyn Records)
- 2024: Lights Out In the Reptile House / Xmas Blue, 7" Vinyl
- 2025: Get Dancing / Ooh Ooh Rudi, 7" Vinyl